# 페르소나 5 (만화)
페르소나 5(ペルソナ5)는 아틀러스의 비디오 게임 《페르소나 5》를 기반으로 무라사키 히사토가 쓰고 그린 일본 일본 만화 시리즈이다. 2016년 9월부터 쇼가쿠칸의 MangaONE 앱과 Ura Sunday 웹사이트에서 연재를 시작했다.

## 출판
무라사키 히사토가 쓰고 그린 페르소나 5는 2016년 9월 15일 쇼가쿠칸의 MangaONE 앱에서 연재를 시작했다. 또한 2016년 9월 22일부터 Ura Sunday 웹사이트에서도 연재되었다. 2025년 5월 기준으로 이 시리즈는 단행본 15권으로 수록되었다. 이 시리즈는 북미에서 비즈 미디어가 라이선스를 받아 발행하기 시작했다.

### 단행본 목록
| 번호 | 일본어 출간일    | 일본어 ISBN            | 북미판 출간일    | 북미판 ISBN            |
| ---- | ---------------- | ---------------------- | ---------------- | ---------------------- |
| 1    | 2017년 8월 10일  | ISBN 978-4-09-127750-3 | 2020년 1월 14일  | ISBN 978-1-9747-1175-8 |
| 2    | 2017년 12월 12일 | ISBN 978-4-09-128045-9 | 2020년 4월 14일  | ISBN 978-1-9747-1197-0 |
| 3    | 2018년 4월 12일  | ISBN 978-4-09-128265-1 | 2020년 7월 14일  | ISBN 978-1-9747-1469-8 |
| 4    | 2018년 9월 19일  | ISBN 978-4-09-128520-1 | 2020년 10월 13일 | ISBN 978-1-9747-1470-4 |
| 5    | 2019년 5월 10일  | ISBN 978-4-09-129199-8 | 2021년 1월 12일  | ISBN 978-1-9747-1471-1 |
| 6    | 2020년 1월 17일  | ISBN 978-4-09-129540-8 | 2021년 4월 13일  | ISBN 978-1-9747-1939-6 |
| 7    | 2020년 8월 19일  | ISBN 978-4-09-850226-4 | 2021년 8월 10일  | ISBN 978-1-9747-2300-3 |
| 8    | 2021년 3월 18일  | ISBN 978-4-09-850482-4 | 2022년 1월 11일  | ISBN 978-1-9747-2805-3 |
| 9    | 2021년 10월 18일 | ISBN 978-4-09-850755-9 | 2022년 10월 18일 | ISBN 978-1-9747-3403-0 |
| 10   | 2022년 5월 18일  | ISBN 978-4-09-851110-5 | 2023년 6월 20일  | ISBN 978-1-9747-3698-0 |
| 11   | 2022년 12월 12일 | ISBN 978-4-09-851447-2 | 2023년 12월 19일 | ISBN 978-1-9747-4110-6 |
| 12   | 2023년 8월 18일  | ISBN 978-4-09-852671-0 | 2024년 7월 16일  | ISBN 978-1-9747-4700-9 |
| 13   | 2024년 3월 12일  | ISBN 978-4-09-853151-6 | 2025년 5월 13일  | ISBN 978-1-9747-5488-5 |
| 14   | 2024년 11월 12일 | ISBN 978-4-09-853698-6 | —                | —                      |
| 15   | 2025년 5월 12일  | ISBN 978-4-09-854099-0 | —                | —                      |

## 같이 보기
- 《페르소나 5: 디 애니메이션》